# Fuscopannaria leprosa
Fuscopannaria leprosa är en lavart som beskrevs av P. M. Jørg. & Tønsberg. Fuscopannaria leprosa ingår i släktet Fuscopannaria och familjen Pannariaceae.   Inga underarter finns listade i Catalogue of Life.